# Ciclovías en México

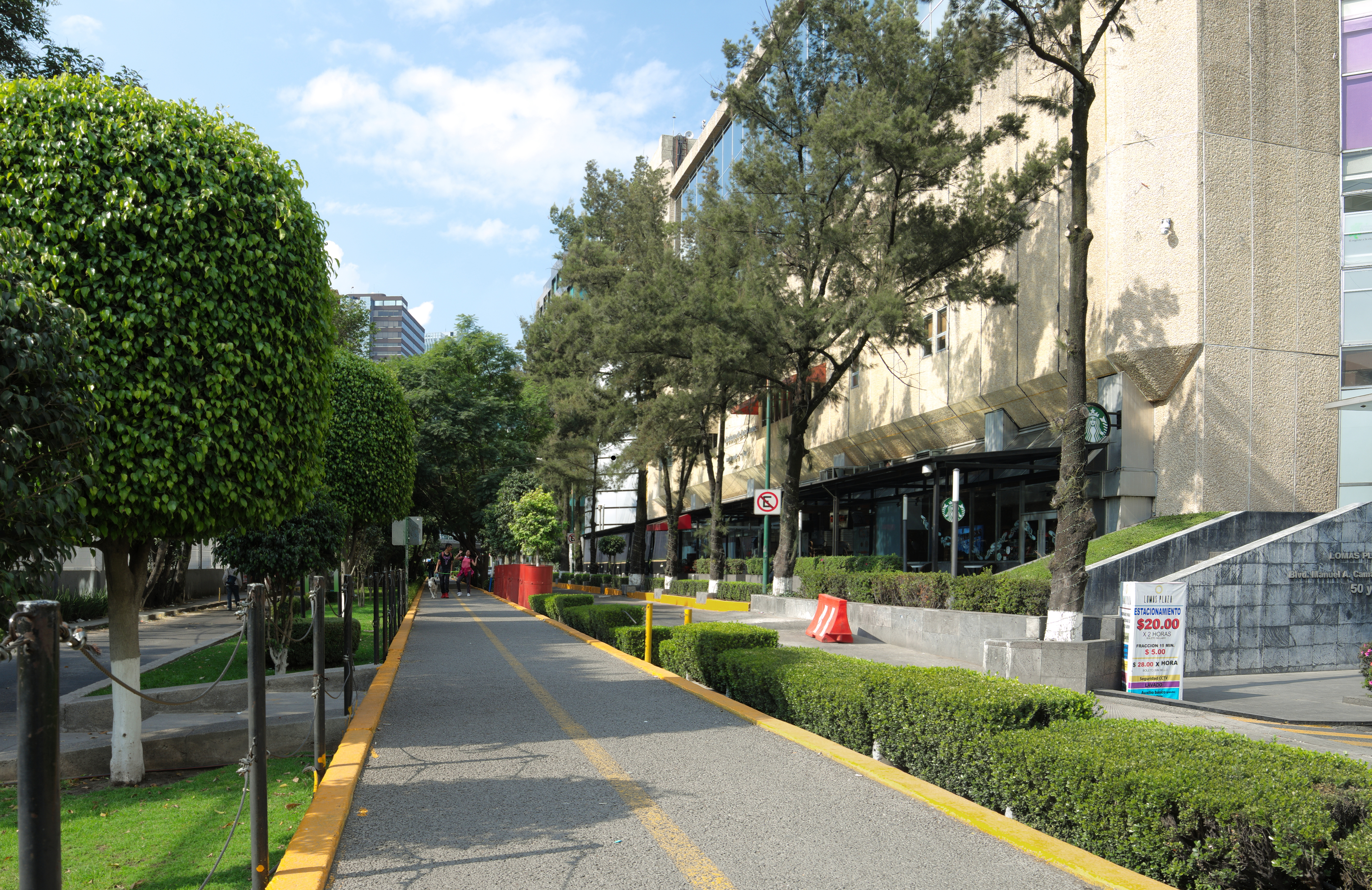
Ciclovía sobre la calle Ferrocarril de Cuernavaca en la Ciudad de México

La infraestructura vial para el tráfico exclusivo -o preferencial- de ciclistas por la vía pública en las principales metrópolis de la República Mexicana, comenzó a desarrollarse hacia el año 2002 en la Ciudad de México; y desde entonces ha ido lentamente replicándose de ciudad en ciudad, y de región en región.

## Por ciudad

### Ciudad de México
Aquí se conocen como ciclopistas y se han construido tres circuitos de tales. El más antiguo corre sobre el derecho de vía de la calle Ferrocarril México–Cuernavaca y va desde el cruce con la Avenida Ejército Nacional en Polanco hasta el Poblado Fierro del Toro en los límites del Distrito Federal con el Estado de Morelos; con una distancia total de 59 kilómetros. El segundo circuito se inauguró en las instalaciones del Bosque de Chapultepec y recorre las tres secciones de este parque nacional. Y un tercer circuito corre desde el Bosque de Chapultepec hasta el Zócalo de la Ciudad de México por la avenida Paseo de la Reforma. Además en la delegación Azcapotzalco, al norte de la ciudad, una antigua vía de ferrocarril (Ferrocarriles nacionales) fue rediseñada como ciclovía de 4.5 km.

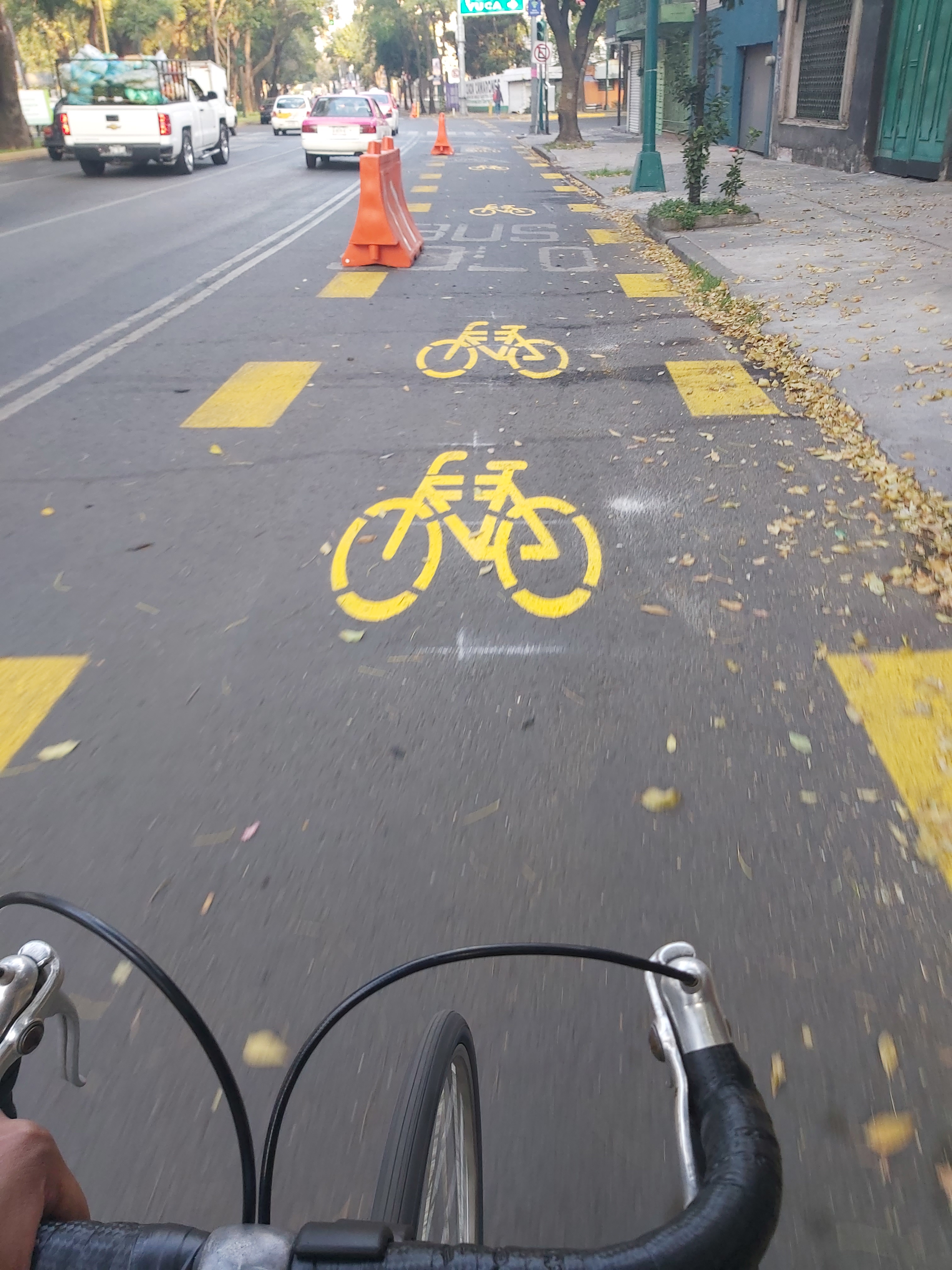
Ciclovía en proceso en la Alcaldía Azcapotzalco, Ciudad de México

### Guadalajara

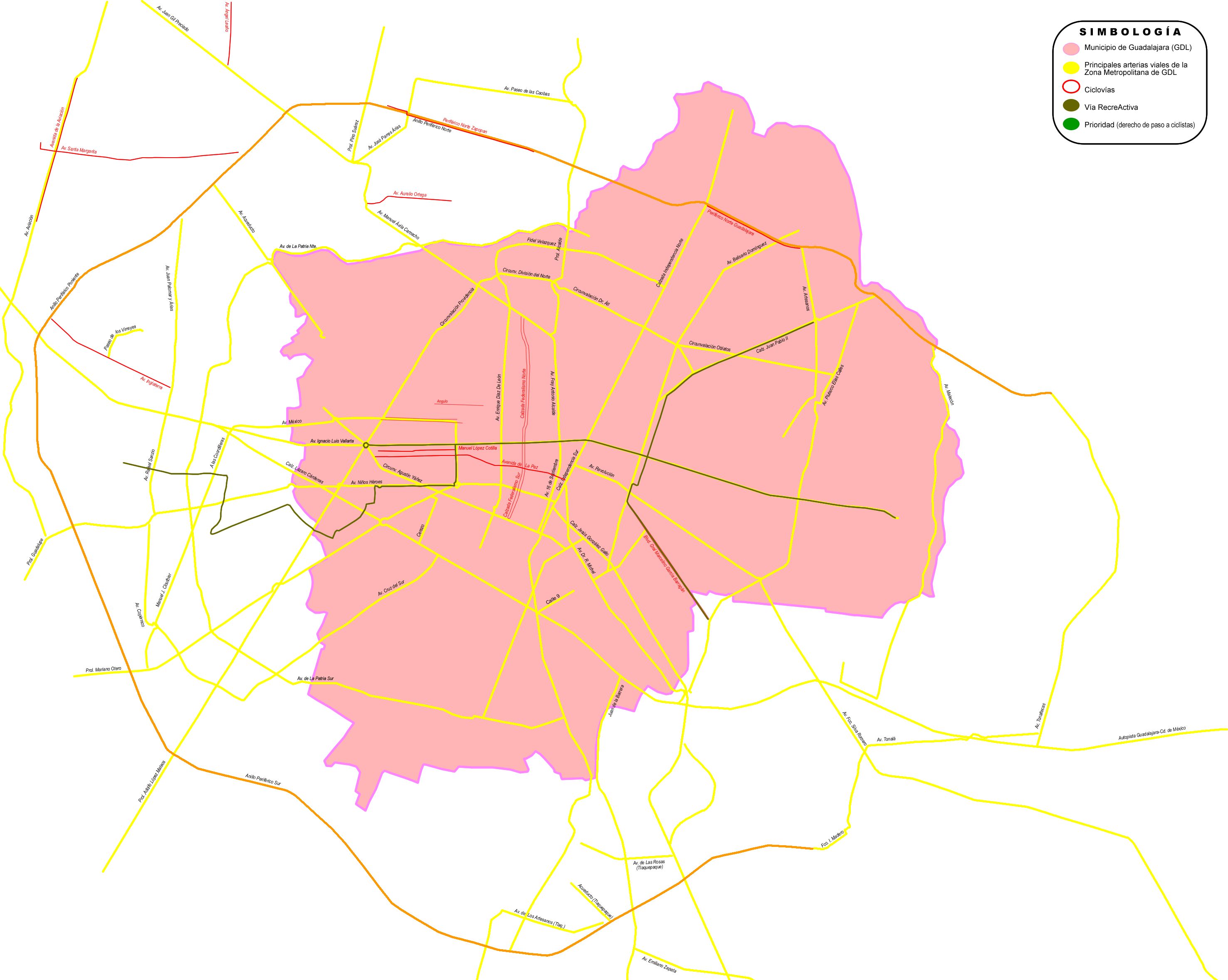

En la Zona metropolitana de Guadalajara, las ciclovías fueron inspiradas en el paseo dominical tapatío conocido como Vía RecreActiva realizado desde septiembre de 2004 y que emula al de otras ciudades latinoamericanas que para entonces carecían de infraestructura exclusiva o preferencial para ciclistas. El primer tramo prototipo de ciclovía fue intentado por el Ayuntamiento de Guadalajara sobre Avenida de La Paz, pero debido a conflictos por falta de diálogo con residentes o comerciantes asentados junto a esta arteria urbana y por vacíos legales, tuvo que ser destruida. No fue sino hasta 2009 cuando se adecuó parte de las extensas banquetas a ambos costados de la Avenida Federalismo, que finalmente se concibió la primera ciclovía permanente de Guadalajara. Posteriormente, la ciclovía sobre Avenida de La Paz pudo también concretarse gracias a la gestión legislativa 2013-2015 desde el Congreso del Estado en materia de movilidad vial; aunque primero se concretaron ciclovías en otros puntos geográficos de la Zona Metropolitana de Guadalajara, como las ubicadas junto al Anillo Periférico Norte. Hasta enero de 2017, estas son las ciclovías que se han creado o adaptado.
- Calz. Federalismo (adecuada | 4.50 km) desde Av. M. Ávila Camacho 20°41′57.11″N 103°21′18.35″O / 20.6991972, -103.3550972 hacia el sur y hasta Circunvalación Agustín Yáñez;
- Av. de La Paz (creada | 4.20 km) desde Calz. Independencia Sur 20°40′3.46″N 103°20′46.62″O / 20.6676278, -103.3462833 hacia el poniente y hasta Circunv. Agustín Yáñez;
- Circunv. Agustín Yáñez (3.33 km) desde Av. Niños Héroes 20°39′59.63″N 103°22′32.46″O / 20.6665639, -103.3756833 hacia el oriente y hasta Av. Héroes Ferrocarrileros;
- Av. Santa Margarita (4.25 km) desde el I.T.E.S.M. Cámpus GDL 20°43′54.6″N 103°27′13.87″O / 20.731833, -103.4538528 hacia el oriente y hasta Av. de los Cerezos (Mpio. de Zapopan);
- Av. Aviación (3.50 km) desde Calle 5 de Mayo 20°42′46.98″N 103°27′24.59″O / 20.7130500, -103.4568306 hacia el norte y hasta la Base Aérea Militar N.º 5;
- Blvd. Marcelino García Barragán (3.05 km) desde Calz. del Ejército 20°39′48.05″N 103°20′0.43″O / 20.6633472, -103.3334528 hacia sur-oriente y hasta Av. Niños Héroes de Tlaquepaque;
- Calle Manuel López Cotilla (3.12 km) desde Av. de Los Arcos 20°40′23.67″N 103°23′4.99″O / 20.6732417, -103.3847194 hacia el oriente y hasta Calz. del Federalismo;
- Av. Inglaterra (3.00 km) desde Anillo Periférico Poniente 20°41′55.75″N 103°27′7.71″O / 20.6988194, -103.4521417 hacia el oriente y hasta Av. Juan Palomar y Árias de Zapopan;
- Avenida México (2.67 km) desde Diag. Golfo de Cortés 20°40′45.08″N 103°23′35.03″O / 20.6791889, -103.3930639 hacia el oriente y hasta la calle Gabriel Ramos Millán;
- Periférico Norte Guadalajara (2.32 km) desde Calz. Independencia Norte 20°43′13.61″N 103°18′59.95″O / 20.7204472, -103.3166528 hacia el oriente y hasta Blvd. Artesanos;
- Av. Aurelio Ortega (1.90 km) desde Av. Juan Pablo II 20°43′15.8″N 103°23′13.09″O / 20.721056, -103.3869694 hacia el oriente y hasta la calle Manuel. M. Diéguez de Zapopan;
- Av. Ángel Leaño (1.12 km) desde Av. Juan Gil Preciado 20°44′51.48″N 103°24′56.55″O / 20.7476333, -103.4157083 hacia el norte y hasta el Hospital de la U.A.G.

Inconclusas y en proceso de construcción o remodelación
- Periférico Norte Zapopan (3.05 km) desde el C.U.C.E.A. hacia el oriente y hasta Calz. del Federalismo;
- Calle Joaquín Angúlo (1.08 km) de Av. Américas a Ghilardi

La infraestructura de ciclovías en la capital del Estado de Jalisco, construida o adecuada, no es suficiente para convencer a los residentes que pueden evitar en lo posible usar coche particular para desplazarse hacia y desde sus lugares de actividad económica (escuela, trabajo); no obstante, el Gobierno del Estado ha decretado y puesto en vigor una "ley bici" para compensar la falta de ciclovías otorgando el derecho de paso ("prioridad") a los ciclistas, a través de calles y avenidas de baja afluencia vehicular.

## Por región

### Ciclovías mexiquenses
En el Estado de México también existen 4 ciclovias. y son:
- Ciclovía de Valle de Bravo
- Ciclovía del Circuito Metropolitano Exterior
- Ciclovía del Valle de Toluca (en construcción)
- Ciclovía Ecatepec - Nezahualcóyotl

### En Quintana Roo
La isla de Cozumel también cuenta con una ciclovía la cual da la vuelta a la misma en un recorrido de 64 km en el cual puede uno apreciar un maravilloso paisaje, además de la flora y fauna de la isla. Por momentos durante el recorrido uno puede ver unos hermosos pantanos con lirios acuáticos con flores y a veces se puede ver cocodrilos, garzas, flamingos y del otro lado de la vía se pueden observar las playas vírgenes de arena blanca con el azul turquesa del Mar Caribe.

### En Yucatán
Aunque no existe como tal una ciclovía en Yucatán, actualmente se abre una pista para las bicicletas por la avenida, Paseo de Montejo, en la que pueden transitar libremente por motivos recreativos. Esto podría ser el precursor a un ciclo vía más adelante.